# Аристид Круазі
Аристи́д Онесим Круазі́ (фр. Aristide Onésime Croisy; * 31 березня 1840, Фаньон — † 7 листопада 1899, Фаньон) — французький скульптор.
В Україні ім'я Круазі відоме завдяки його скульптурам у Родовому похованні Харитоненків (місто Суми).

## Галерея

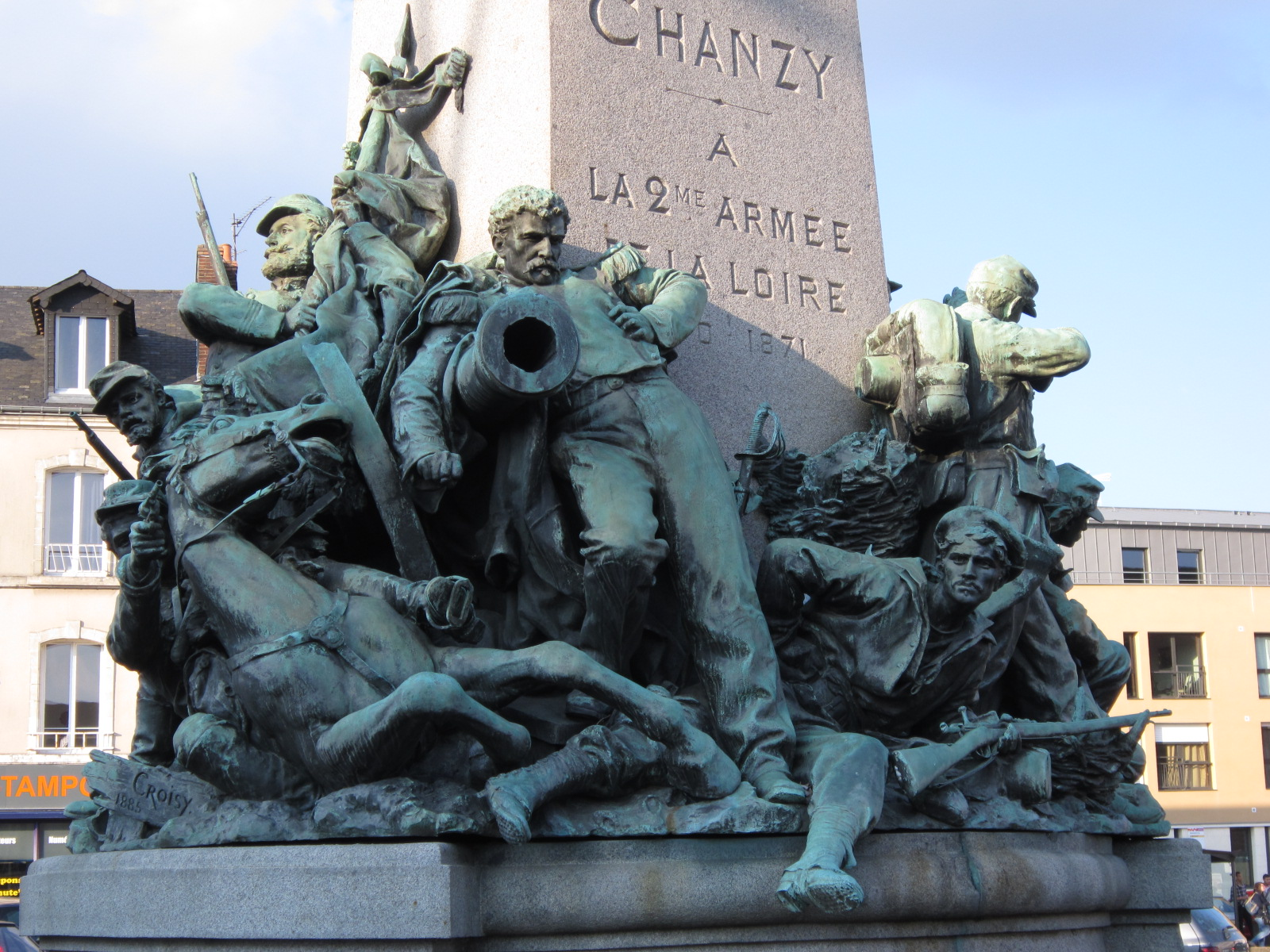
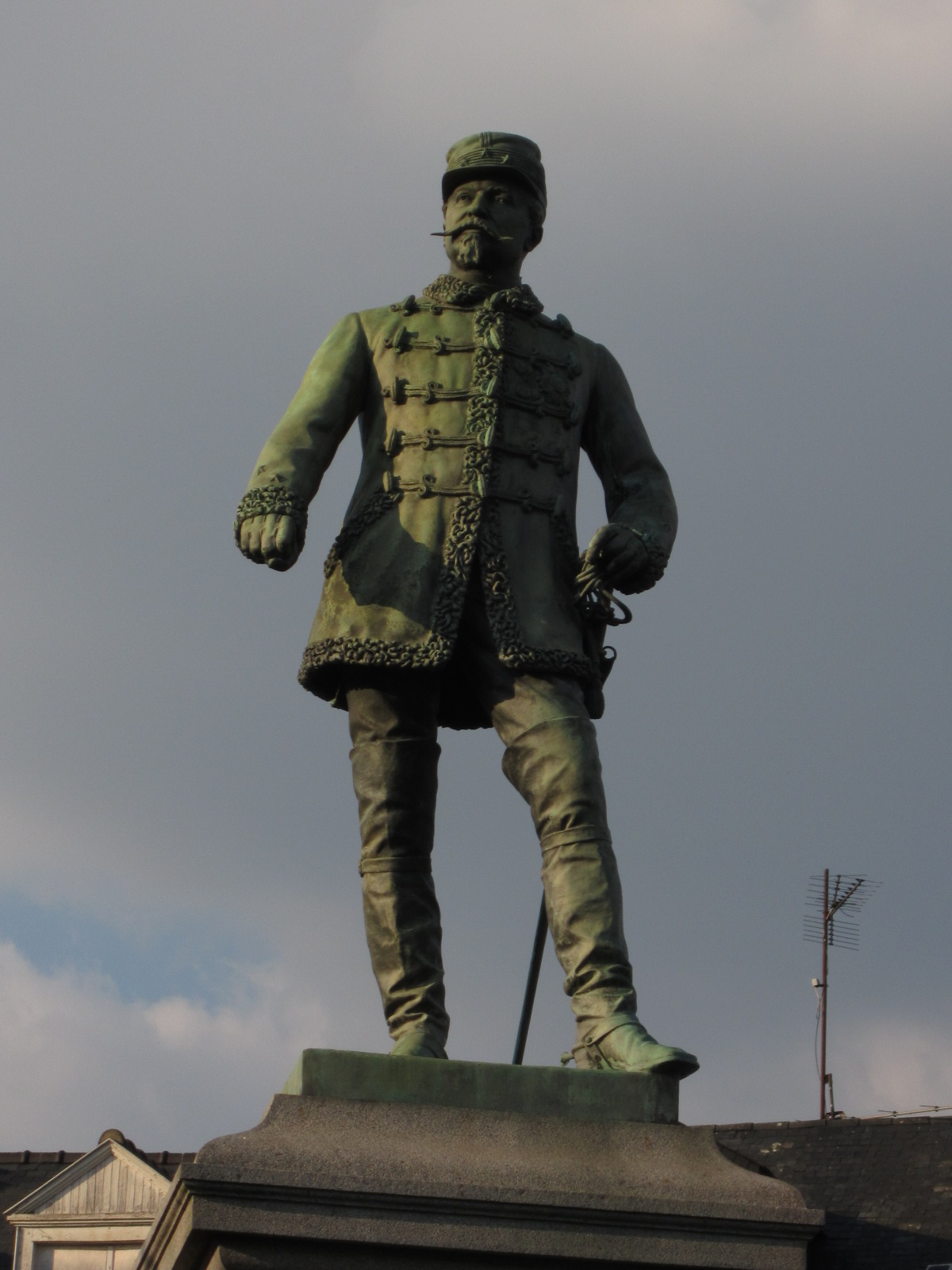
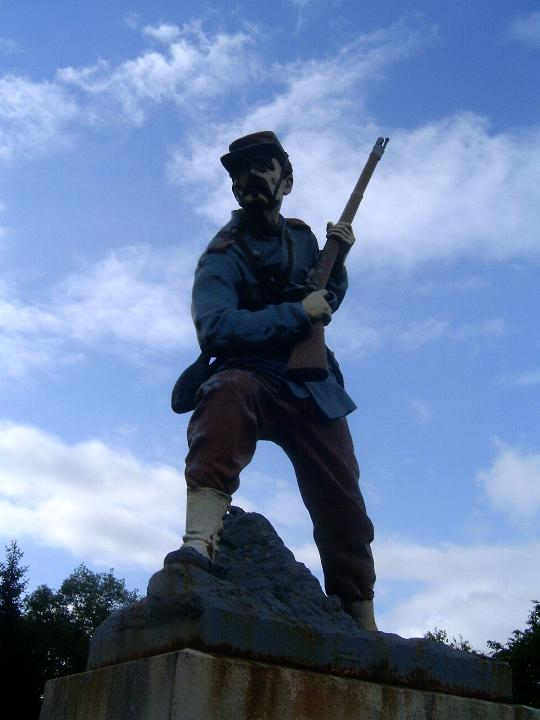
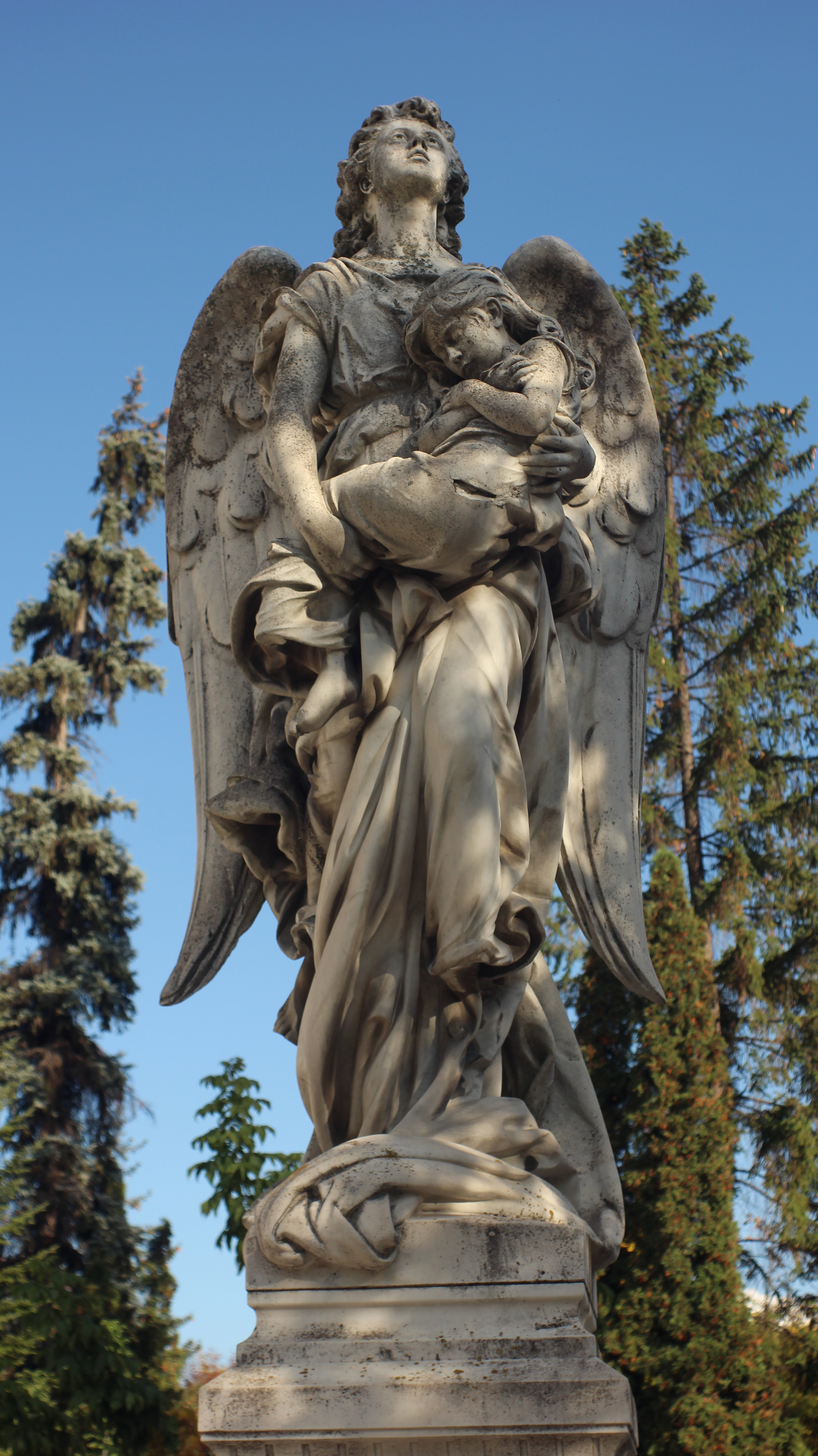
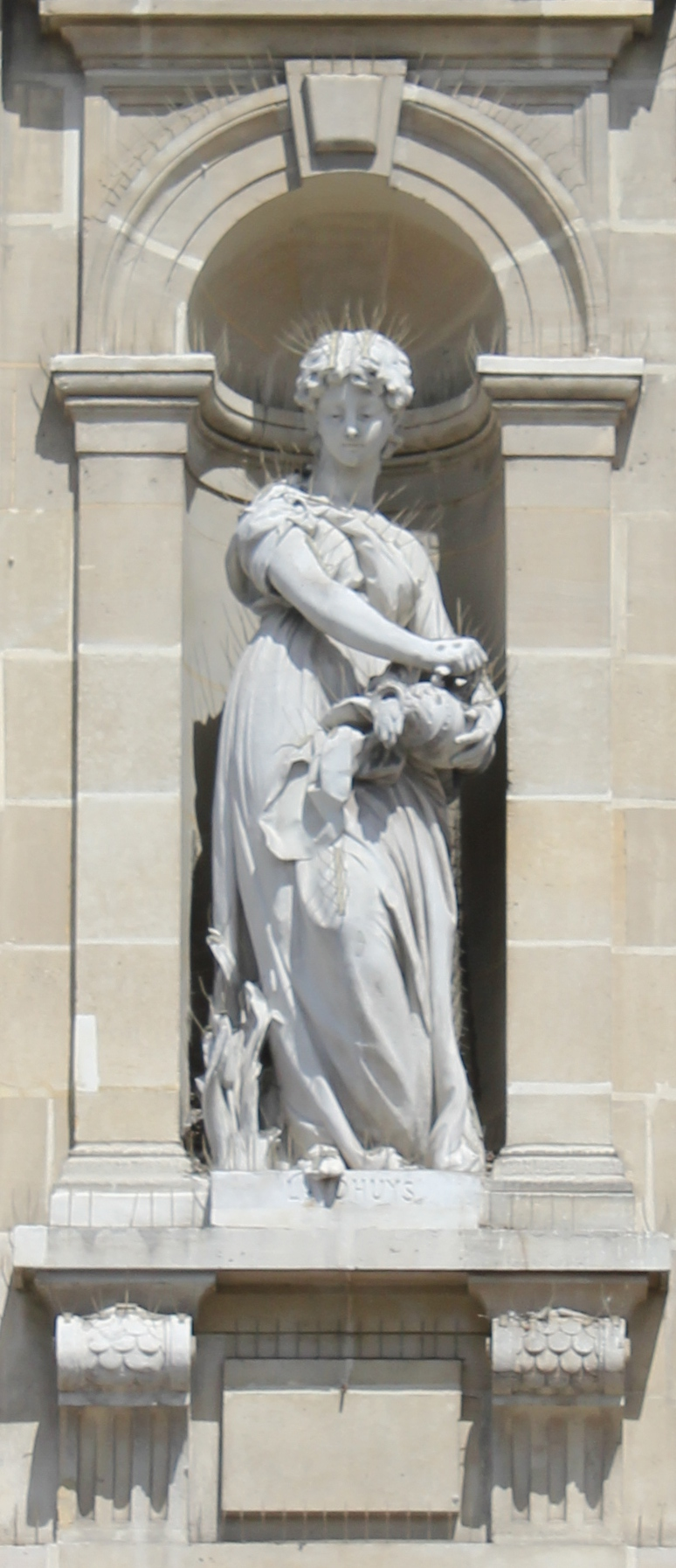
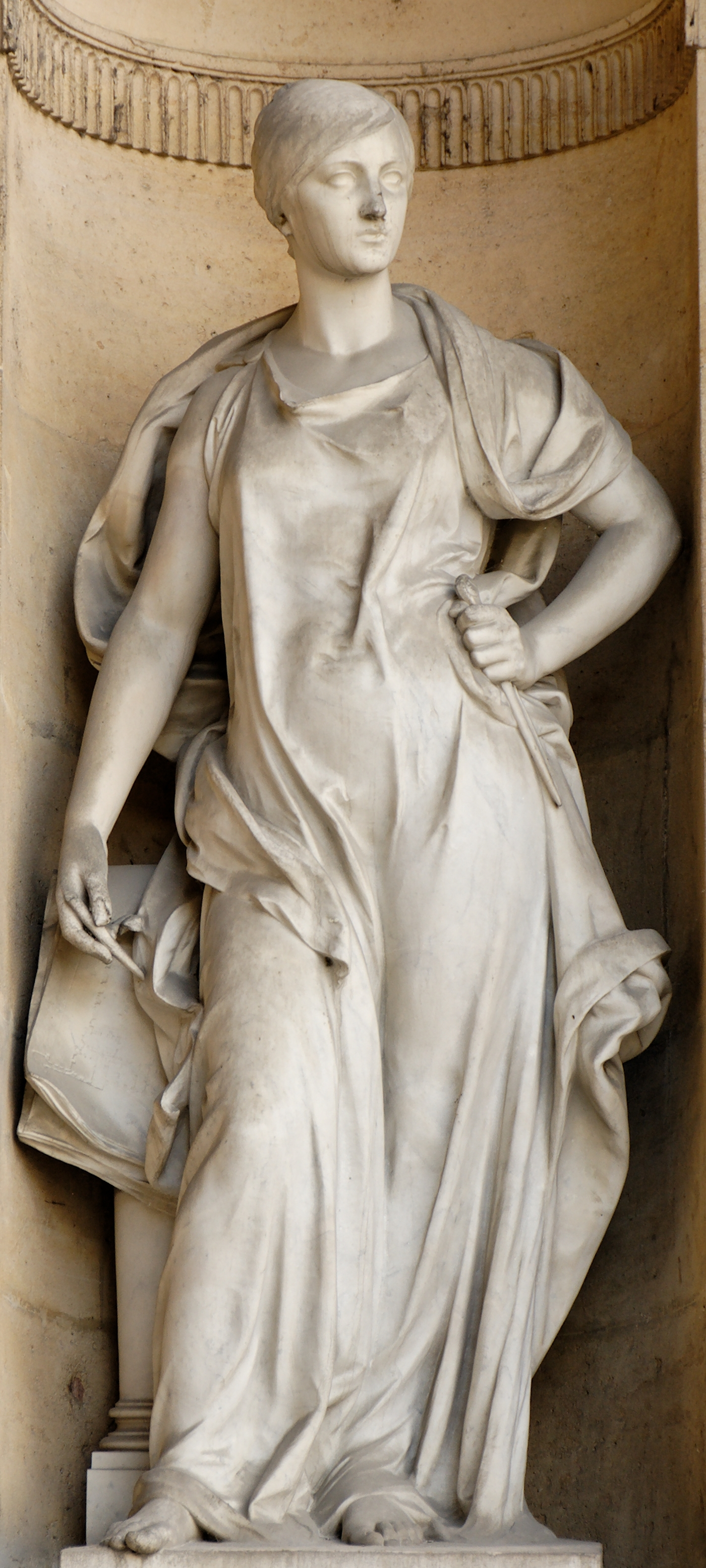